# Acy-en-Multien
Acy-en-Multien è un comune francese di 768 abitanti situato nel dipartimento dell'Oise della regione dell'Alta Francia.

## Società

### Evoluzione demografica
Abitanti censiti